# Haris Belkebla
Haris Belkebla (ar. حارس بلقبلة; ur. 28 stycznia 1994 w Drancy) – algierski piłkarz grający na pozycji środkowego pomocnika. Od 2016 jest piłkarzem klubu Stade Brestois 29.

## Kariera piłkarska
Swoją piłkarską karierę Belkebla rozpoczynał w juniorach takich klubów jak: FCM Aubervilliers (2000-2010) i US Boulogne (2011-2012). W 2012 roku został zawodnikiem Valenciennes FC i w latach 2012-2014 grał w jego rezerwach. W 2014 roku przeszedł do drugoligowego Tours FC. Swój debiut w nim zaliczył 8 sierpnia 2014 w przegranym 0:1 wyjazdowym meczu z Troyes AC. W zespole Tours występował do końca sezonu 2017/2018, w którym to Tours spadło z Ligue 2 do Championnat National.
W lipcu 2018 Belkebla przeszedł do Stade Brestois 29. Swój debiut w nim zanotował 30 lipca 2018 w przegranym 0:1 domowym meczu z FC Metz. W sezonie 2018/2019 wywalczył z nim awans z Ligue 2 do Ligue 1.
| Sezon   | Klub              | Kraj    | Rozgrywki | Mecze | Gole |
| ------- | ----------------- | ------- | --------- | ----- | ---- |
| 2012/13 | Valenciennes FC B | Francja | CFA       | 16    | 0    |
| 2013/14 | Valenciennes FC B | Francja | CFA 2     | 20    | 0    |
| 2014/15 | Tours FC          | Francja | Ligue 2   | 36    | 2    |
| 2015/16 | Tours FC          | Francja | Ligue 2   | 34    | 2    |
| 2016/17 | Tours FC          | Francja | Ligue 2   | 31    | 0    |
| 2017/18 | Tours FC          | Francja | Ligue 2   | 35    | 1    |
| 2018/19 | Stade Brestois 29 | Francja | Ligue 2   | 33    | 1    |
| 2019/20 | Stade Brestois 29 | Francja | Ligue 1   | 23    | 0    |
| 2020/21 | Stade Brestois 29 | Francja | Ligue 1   | 35    | 0    |

## Kariera reprezentacyjna
W 2016 roku Belkebla wystąpił z reprezentacją Algierii na Igrzyskach Olimpijskich w Rio de Janeiro.
W reprezentacji Algierii Belkebla zadebiutował 14 listopada 2019 w wygranym 5:0 meczu kwalifikacji do Pucharu Narodów Afryki 2021 z Zambią, rozegranym w Al-Bulajdzie. W 2022 roku został powołany do kadry na Puchar Narodów Afryki 2021. Rozegrał na nim jeden mecz grupowy: ze Sierra Leone (0:0).

## Życie rodzinne
Belkebla jest synem Karima Belkebli, który również był piłkarzem i występował w FCM Aubervilliers. Stryjowie Zizek i Abderazak również grali w tym klubie, podobnie jak stryj Karim, który ma także za sobą występy w Red Star FC. Z kolei stryj Youssef Belkebla występował w Red Star FC, AS Saint-Étienne i AS Beauvais Oise. Kuzyn Harisa, Yannis, także grał w FCM Aubervilliers.